# Aun den gamle

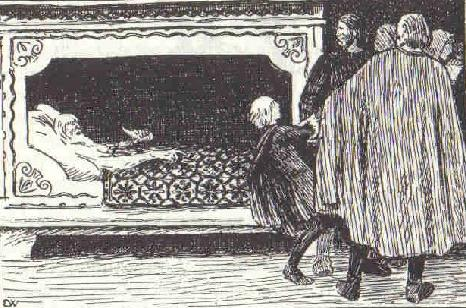
Så här föreställde sig Erik Werenskiold sagan om gamle kung Aun.

Aun den gamle, även Ane, On, eller One,  var enligt Heimskringla en sveakung av Ynglingaätten. Han beskrivs av Snorre som en klok och fredlig man, som blotade mycket.
Enligt Snorre blev han efter tjugo års regering, bortjagad från Uppsala av Halvdan, sonson till Dan den högmodige, varpå han sökte sin tillflykt i Västergötland och regerade där i tjugo år tills Halvdan dog av sjukdom. Han återvände då till Uppsala, och offrade sin son till Oden för att få ett långt liv. Oden lovade då att han skulle få leva lika länge som han redan gjort, alltså i ytterligare sextio år.
Han blev sedan efter ytterligare tjugo år bortjagad från tronen för andra gången, denna gång av Åle den starke, son till Halvdans bror Fridleif, varpå han återigen drog sig tillbaka till Västergötland. Åle var kung i Uppsala i tjugo år innan han dödades av Starkad den gamle. Aun återvände då till Uppsala, och offrade sin andre son, varpå Oden sade att han skulle leva för evigt så länge han vart tionde år offrade en son. Han fortsatte så med nio söner, och medan han blev allt äldre blev han också allt svagare, och när han bara hade en son kvar kunde han inte längre resa sig ur sängen, och levde på att dricka mjölk från ett dihorn. Då fick svearna nog och hindrade honom från att offra sin siste son Egil, som blev kung efter honom.
Arkeologen Birger Nerman föreslog 1913 att Aun skulle vara höglagd i Gamla Uppsala. Med nutidens högre källkritiska krav anser sig varken arkeologer eller historiker kunna säga något säkert om den saken, eller om huruvida Aun alls existerat.
Förnamnet Ane förekommer också som runstensnamn.